# Браун, Николай Варфоломеевич
Николай Варфоломеевич Браун (25.04.1925 — 10.04.1997) — воздушный стрелок-радист 34-го гвардейского бомбардировочного Тихвинского Краснознаменного ордена Кутузова авиационного полка 276-я бомбардировочной Гатчинской дважды Краснознаменной орденов Суворова и Кутузова авиационной дивизии 1-й воздушной армии 3-го Белорусского фронта, гвардии сержант.

## Биография
Родился 25 апреля 1925 года в хуторе Воскресенск Зилаирского кантона Башкирской АССР, ныне деревня Воскресенское Кугарчинского района Республики Башкортостан . Украинец. С 1933 года жил в городе Оренбурге. Когда началась Великая Отечественная война Николай ещё учился в школе. Окончив 7 класс, работал в колхозе наравне со взрослыми. Был штурвальным зернового комбайна.
В сентябре 1942 года был призван в Красную армию и направлен в школу младших авиационных специалистов. По окончании школы в июле 1943 года младший сержант Браун получил специальность «воздушный стрелок-радист» и был направлен в строевую часть. На фронтах Великой Отечественной войны был с декабря 1943 года.
С января 1944 года и до конца войны воевал в составе 34-го гвардейского бомбардировочного полка. Летал стрелком-радистом на пикирующем бомбардировщике Пе-2. К июлю 1944 года совершил 49 боевых вылетов на Ленинградском фронте. 4 апреля в боевом вылете сбил немецкий истребитель. Был награждён орденом Красной Звезды. С октября 1944 года в составе полка участвовал в боях по разгрому Восточно-Прусской группировки врага.
В октябре 1944 года гвардии сержант Браун в составе экипажа совершил 8 боевых вылетов на бомбардировку важных военных объектов противника. 20 октября 1944 года участвовал в бомбардировке боевой техники и живой силы противника в городе Шталлупенен. Приказом по войскам 1-й воздушной армии от 29 ноября 1944 года за мужество и отвагу, проявленные в боевых вылетах, гвардии сержант Браун Николай Варфоломеевич награждён орденом Славы 3-й степени.
К марту 1945 года на счету гвардии сержанта Брауна было уже 112 боевых вылетов. Он участвовал во всех боевых операциях полка на Ленинградском и 3-м Белорусском фронтах. 25 марта 1945 года группа Пе-2 наносила бомбовый удар западнее города Людвигсорт. В этом вылете сержант Браун совместно с другими стрелками-радистами пулемётным огнём вывел из строя прислугу зенитной батареи противника, поджёг 8 автомобилей. В результате воздушного налёта было разрушено 5 вражеских объектов. 8 апреля в составе экипажа участвовал в бомбовом ударе по аэродрому в городе Пиллау. Когда в начале полёта у ведущего вышла из строя радиостанция, взял радиосвязь на себя, обеспечив встречу с истребителями прикрытия и выполнение боевой задачи. Приказом по войскам 1-й воздушной армии от 25 апреля 1945 года за мужество и отвагу проявленные в боевых вылетах гвардии сержант Браун Николай Варфоломеевич награждён орденом Славы 2-й степени.
12 апреля 1945 года, участвуя в воздушном налёте южнее населённого пункта Гросс-Блюменау, обеспечил бомбометание с малой высоты. В результате было выведено из строя 18 наземных объектов врага. 24 апреля 1945 года поддерживал надёжную радиосвязь при нанесении воздушного удара по порту Пиллау. В результате этого вылета было разрушено и подожжено много вражеских объектов, подавлены 2 орудия зенитной батареи, повреждён пирс, уничтожено 5 железнодорожных вагонов, 10 автомобилей, большое количество живой силы и техники врага.
Всего к маю 1945 года сержант Браун участвовал в 121 боевом вылете.
Указом Президиума Верховного Совета СССР от 15 мая 1946 года за исключительное мужество, отвагу и бесстрашие, проявленные на заключительном этапе Великой Отечественной войны в боях с вражескими захватчиками гвардии сержант Николай Варфоломеевич Браун награждён орденом Славы 1-й степени. Стал полным кавалером ордена Славы.
После войны продолжил службу в армии. В 1950 году старшина Браун был уволен в запас. В 1951 году переехал с семьёй в город Оренбург и продолжил службу в Оренбургском лётном училище. Был демобилизован в 1960 году. Работал электриком на заводе «Мельмаш».
Жил в городе Оренбурге.
Скончался 10 апреля 1997 года. Похоронен в Оренбурге на кладбище «Степной-1», 51 квартал.
Распоряжением Главы города от 27 апреля 1995 года ему было присвоено звание Почётного гражданина города Оренбурга. Награждён орденами, Отечественной войны 1-й степени, Красной Звезды, Славы 3-х степеней, медалями.